# Haynes Glacier
Haynes Glacier är en glaciär i Antarktis. Den ligger i Västantarktis. Inget land gör anspråk på området. Haynes Glacier ligger 424 meter över havet.
Terrängen runt Haynes Glacier är platt.  Trakten är obefolkad. Det finns inga samhällen i närheten.